# Acos
La Comunidad de Acos es un pequeño pueblo peruano, es parte del Distrito de Paucarbamba, Provincia de Churcampa, Departamento de Huancavelica. Se ubica  a 3370 m s. n. m. en la zona central de los andes peruanos. Posee una extensión de 1.9969 km² y cuenta con una población de 73 habitantes.
- Datos: Q110427173